# Йылдырым, Ахмет
Ахмет Йылдырым (тур. Ahmet Yıldırım; 25 февраля 1974, Амасья) — турецкий футболист, игравший на позиции защитника. Выступал за сборную Турции. Тренер.

## Клубная карьера
Начинал свою карьеру футболиста в клубе «Измирспор», выступавшем во Второй лиге. В июле 1993 года перешёл в «Фенербахче», а в октябре того же года был отдан в аренду другой команде Первой лиги «Самсунспор». 31 октября 1993 года дебютировал в главной турецкой лиге, выйдя в основном составе в гостевом поединке против «Кайсериспора». Летом 1994 года перешёл в «Анкарагюджю», где отыграл следующие 4 сезона. 22 октября 1995 года забил свой первый гол на высшем уровне, отметившись в домашней игре с «Коджаэлиспором». Сезон 1998/99 провёл за «Истанбулспор», а летом 1999 года подписал контракт с «Галатасараем». В составе стамбульской команды он в 2000 году стал чемпионом и победителем Кубка Турции, а также обладателем Кубка УЕФА. В 2001 году перешёл в «Бешикташ», став тем самым одним из немногих, кто успел побывать игроком всех трёх ведущих и непримиримых клубов Стамбула и всей Турции. Впоследствии играл за команды «Анкараспор», «Шекерспор», «Малатьяспор» и «Аданаспор», в последнем и завершил свою карьеру футболиста в 2009 году.

## Карьера в сборной
12 февраля 2003 года Ахмет Йылдырым дебютировал за сборную Турции, выйдя на замену во втором тайме товарищеского матча со сборной Украины. Он был включён в состав национальной команды на Кубок конфедераций 2003, где появился на поле в одном матче.

## Достижения
«Галатасарай»
- Чемпион Турции (1): 1999/2000
- Обладатель Кубка Турции (1): 1999/2000
- Обладатель Кубка УЕФА (1): 1999/2000

 «Бешикташ»
- Чемпион Турции (1): 2002/03